# Avi Schafer
Avi Koki Schafer (シェーファーアヴィ幸樹 Shēfā Avi Kōki, Osaka, 28 de enero de 1998) es un jugador de baloncesto japonés que juega para los SeaHorses Mikawa de la B.League. Con 1,89 metros de altura, jugea en la posición de base.

## Carrera deportiva

### Instituto
Schafer asistió a la Escuela Secundaria de la Universidad de Kobe en Higashinada y a la escuela internacional St. Mary's en Tokio. Posteriormente, jugó baloncesto en el club Tokyo Samurai, una reconocida Unión Atlética Amateur estadounidense con sede en Japón. Schafer, quien inicialmente practicaba este deporte por diversión, citó que jugar con el club le abrió la puerta a muchas oportunidades de baloncesto, como unirse al equipo nacional, jugar en la División I de la NCAA y seguir una carrera profesional.
Después de mudarse a los Estados Unidos, Schafer asistió a la escuela preparatoria Brewster Academy en Wolfeboro, New Hampshire y jugó baloncesto universitario para los Bobcats durante su último año. Contribuyó con el equipo al terminar la temporada con un récord de 33-0 y a ganar el campeonato nacional de escuelas preparatorias y el título AAA de clase NEPSAC.

### Universidad
Schafer asistió a Georgia Tech y jugó para su equipo de baloncesto. Hizo su debut colegial el 22 de noviembre de 2017, contra la UTRGV. Como estudiante de primer año, Schafer totalizó dos rebotes y tres minutos en cuatro partidos. En su segundo año, apareció en dos juegos, obteniendo un total de dos rebotes y tres minutos, antes de dejar Georgia Tech en el otoño de 2018 para jugar baloncesto profesional en Japón.

### Profesional

#### Alvark Tokyo (2018-2019)

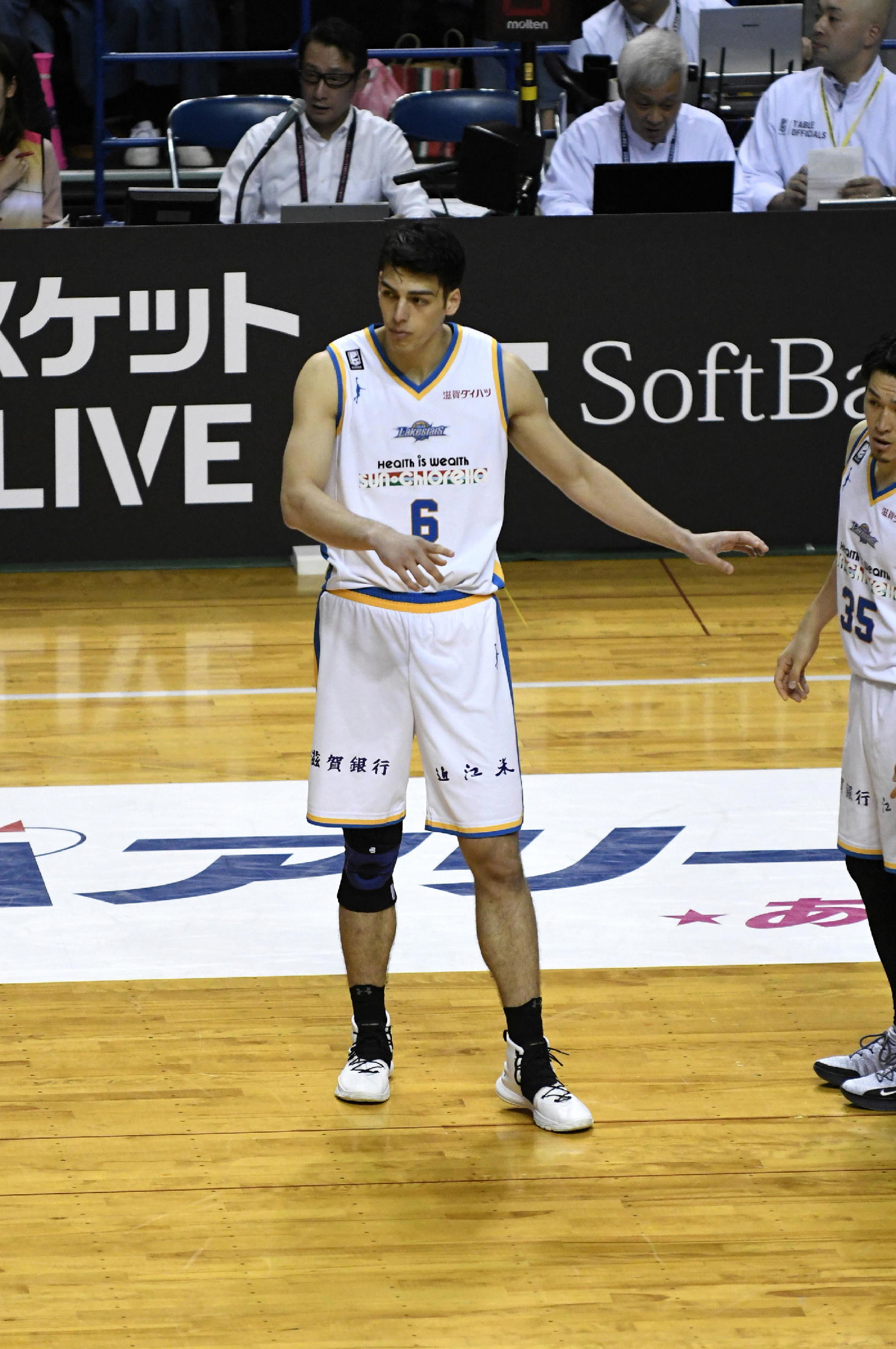
Schafer en 2019

El 19 de diciembre de 2018, Schafer fichó por el  Alvark Tokyo de la B.League, incorporándose a mitad de temporada. Hizo su debut profesional el 22 de diciembre, contra Yokohama B-Corsairs, anotando dos puntos y capturando un rebote en tres minutos de acción. Tokio ganó el título del campeonato de la B.League 2019 después de derrotar a los Chiba Jets Funabashi. Durante esa temporada, Schafer promedió 1,2 puntos, 0,7 rebotes y 0,1 asistencias en 3,6 minutos en 14 partidos.
El 24 de mayo de 2019, Tokio decidió ampliar el contrato de Schafer por una temporada más.

#### Shiga Lakestars (2019-2020)
El 29 de julio de 2019, Shiga Lakestars anunció que mediante préstamo habían adquirido a Schafer de Alvark Tokyo. El 2 de diciembre, Schafer obtuvo su primera selección All-Star de la B.League. También fue nombrado uno de los participantes en el concurso de mates. El 14 de marzo de 2020, registró el primer doble-doble de su carrera con 16 puntos y 14 rebotes, ambos máximos de la temporada, en una derrota contra su ex equipo. Schafer apareció en 41 partidos, incluidos 9 como titular, promediando 4,1 puntos, 4,5 rebotes y 0,8 asistencias en 15,2 minutos por partido y lanzando un 49,7 por ciento desde el campo. Después de su actuación, fue incluido entre los mejores cinco novatos de la B.League.

#### SeaHorses Mikawa (2020-presente)
El 27 de mayo de 2020, Schafer firmó un contrato por un año con los SeaHorses Mikawa. El 14 de diciembre, fue incluido en la lista All-Star de la B.League, habiendo de ser esta su segunda aparición consecutiva. El 24 de abril de 2021, Schafer registró 24 puntos, el máximo de la temporada, en una derrota en tiempo extra por 106-102 ante Shimane Susanoo Magic. El 9 de mayo, de nuevo logró un doble-doble con 19 puntos y 19 rebotes, el máximo de la temporada, en la victoria ante el Osaka Evessa. Schafer fue titular esa temporada y jugó en los 55 partidos, promediando 9,5 puntos, 4,7 rebotes y 1,3 asistencias por partido mientras lanzaba un 51,1 por ciento desde el campo y un 35,9 por ciento desde tres.
El 14 de junio de 2021, Mikawa decidió ampliar el contrato de Schafer por una temporada más.

## Selección nacional
Schafer debutó internacionalmente cuando fue seleccionado para formar parte del seleccionado japonés que compitió en el Campeonato FIBA Asia Sub-18 2016, donde ayudó al equipo a ganar la medalla de plata. En el partido contra Indonesia, Schafer logró un doble-doble con 12 puntos y 11 rebotes. En ese torneo promedió 4,9 puntos, 4,5 rebotes y 0,8 asistencias por partido.
Al año siguiente, Schafer se vistió con Japón en la Copa Mundial de Baloncesto FIBA Sub-19 2017, donde promedió 5,0 puntos, 4,9 rebotes y 0,1 asistencias por partido y fue el segundo mejor reboteador del equipo. En esa ocasión Schafer logró un doble-doble en dos ocasiones, 11 puntos y 10 rebotes contra Mali y 10 puntos y 10 rebotes contra Corea.
Schafer hizo su debut con la selección absoluta en la Copa William Jones 2018.
Un año después, Schafer compitió para el equipo japonés en la Copa William Jones de 2019, donde consiguió que el equipo llegara a ganar la medalla de bronce. Logró 14 puntos y 8 rebotes en un partido contra Corea. Schafer promedió 7,1 puntos, 4,0 rebotes y 0,6 asistencias por partido. Al mes siguiente, representó a Japón en la Copa Mundial de Baloncesto FIBA 2019, donde solo jugó en dos partidos.
Schafer también jugó para Japón en los Clasificatorios de la Copa Asia FIBA 2021, donde promedió 6,5 puntos, 3,5 rebotes y 0,8 asistencias por partido. Sus aspectos más destacados de ese torneo incluyeron un doble-doble con 11 puntos y 10 rebotes contra China Taipéi.

## Vida personal
Schafer nació en Suita, Prefectura de Osaka. De madre japonesa, Sayuki, y padre estadounidense, Douglas. En el inicio de su carrera deportiva jugó al fútbol para posteriormente cambiar al baloncesto en décimo grado, a los 16 años.
Schafer tiene dos hermanos. Su hermano mayor, Yuki, jugaba fútbol en la Universidad Chapman.